# Palais de Krasiński
Pour les articles homonymes, voir Famille Krasiński.
Le palais de Krasiński est un palais baroque situé à Varsovie en Pologne. Construit entre 1677 et 1683 pour la puissante famille Krasiński, il a été très endommagé durant la Seconde Guerre mondiale. Il abrite aujourd'hui une partie des collections de la bibliothèque nationale de Pologne.

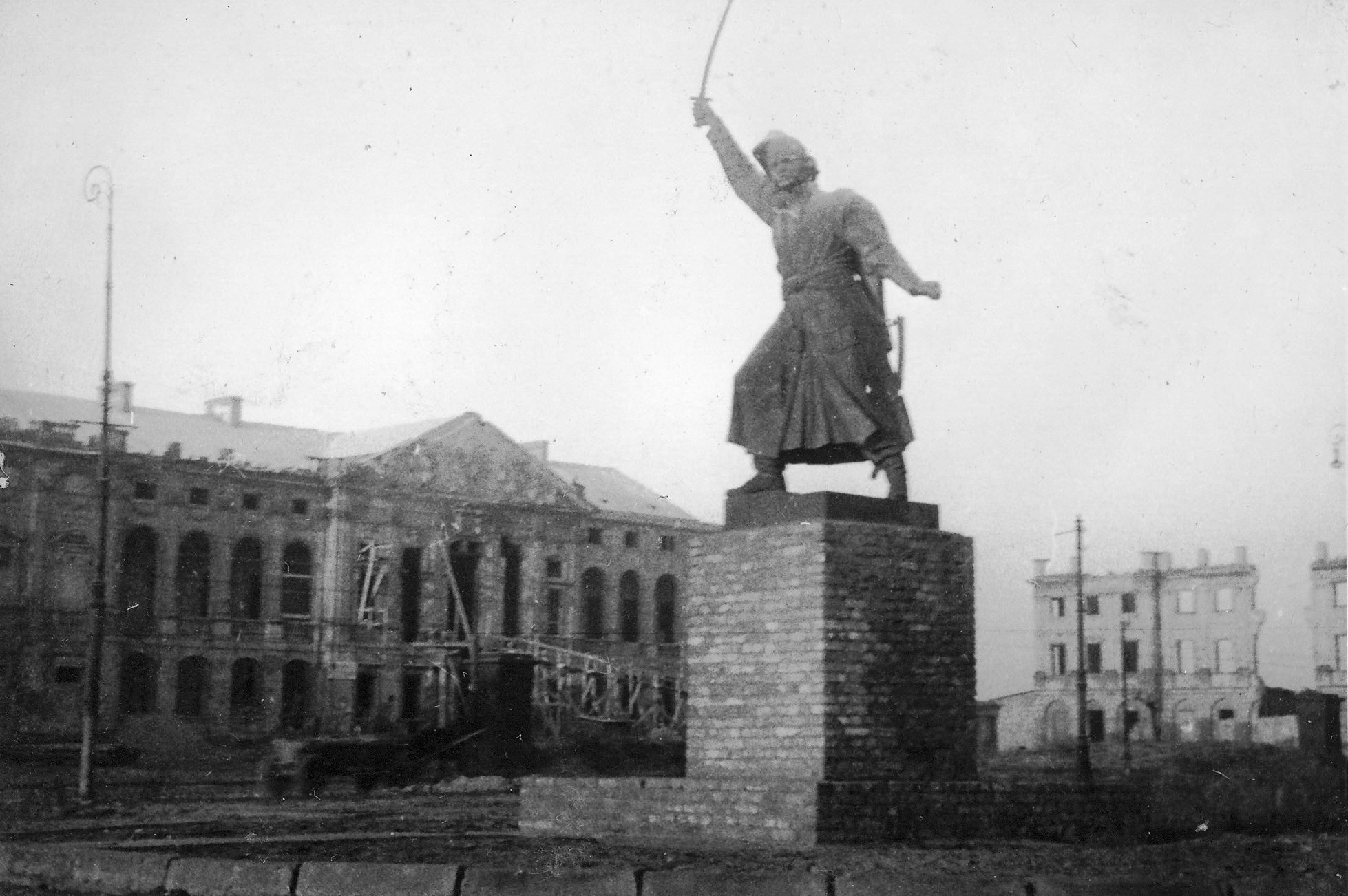
Le palais après la Seconde Guerre mondiale.